# Centrale nucléaire de Robinson
La centrale nucléaire H.B. Robinson est située près de Hartsville en Caroline du Sud sur un terrain de 20 km². 

## Description
La centrale est équipée d'un seul réacteur à eau pressurisée (REP) construit par Westinghouse :
- H. B. Robinson 2 : 714 MWe, mis en service en 1970 pour 40 ans (2010), licence maintenant prolongée pour 20 ans.

Un rapport NUREG-1437, Generic Environmental Impact Statement for License Renewal of Nuclear Plants, Supplément n°13 concernant H.B. Robinson 2 a été publié par la NRC (Nuclear Regulatory Commission) en décembre 2003. Ce supplément fournit les documents établis par la NRC pour la revue réalisée sur l'unité 2 de Robinson à la demande de l'exploitant pour le renouvellement de la licence.

L'exploitant de la centrale est Duke Energy et le propriétaire est Progress Energy.

Le site comprenait pour quelques années aussi une centrale au charbon (l'unité n°1) produisant 174 MWe et une petite turbine de combustion produisant 15 MWe.